# الفبای انگلیسی
الفبای انگلیسی نو (به انگلیسی: English alphabet) یک الفبا مبتنی بر الفبای لاتین است و ٢۶ حرف دارد که بسیاری از این حروف در بسیاری از الفباهای زبان‌های اروپایی مانند آلمانی، اسپانیایی، فرانسوی و غیره مشترک هستند. حروف A-E-I-O-U مصوت و بقیه صامت هستند. کلمهٔ الفبا (به انگلیسی: alphabet) ترکیبی از «alpha» و «beta»، که نام دو حرف نخست الفبای یونانی هستند، می‌باشد.

## پیشینه

### انگلیسی کهن
زبان انگلیسی خود ابتدا با الفبای رونیِ فوترک (به انگلیسی: futhorc) آنگلوساکسونی نوشته می‌شد، که از سدهٔ پنجم میلادی کاربرد داشت. این الفبا، همراه با شکل آغازینِ زبان انگلیسی، از سوی مهاجران آنگلوساکسون به سرزمینی که اکنون انگلستان نامیده می‌شود، آورده شد. نمونه‌های بسیار اندکی از این شکل نوشتاری باقی مانده‌اند، که آن‌ها نیز بیشتر به صورت کتیبه‌های کوتاه یا قطعات پراکنده هستند.
خط لاتین که از سوی مبلغان مسیحی شناسانده شد، از حدود سدهٔ هفتم میلادی به تدریج جایگزین خط رونی آنگلوساکسونی (فوترک) شد، هرچند این دو خط نوشتاری تا مدتی همزمان کاربرد داشته‌اند. از این رو، الفبای انگلیسی کهن شروع به بهره‌گیری از بخش‌هایی از الفبای رومی در ساختار خود کرد. الفبای فوترک بر شکل‌گیری الفبای در حال ظهور انگلیسی تأثیر گذاشت و حروف «تورن» (Þ þ) و «وین» (Ƿ ƿ) را به آن افزود. حرف «ات» (Ð ð) بعدها به گونه‌ای تغییر‌یافته،  به‌عنوان حرف «دی» (D d) ابداع شد. سرانجام، حرف «یاگ» (Ȝ ȝ) نیز توسط کاتبان نورمنی بر پایهٔ حرف «جی» جزیره‌ای در انگلیسی کهن و ایرلندی ساخته شد و در کنار حرف «جی» کارولنژی (جی فرانسوی) به‌کار رفت. از ترکیب حروف «a» و «e» که به شکل «اَش» (Æ æ) شناخته می‌شود، به‌عنوان حرفی مستقل پذیرفته شد و نام آن از رون فوترک «اَش» (æsc) گرفته شده است. در انگلیسی کهن اولیه‌تر، ترکیب حروف «o» و «e» به شکل «اِتل» (Œ œ) نیز به‌عنوان حرفی مجزا نمایان شد و همانند «اش»، نام آن از یک رون، با نام «اِتل» (œðel) گرفته شده بود. افزون بر این، ترکیب دو حرف « v-v» یا «u-u» که به صورت «دابل‌یو» (W w) شناخته می‌شود، نیز مورد بهره‌گیری قرار می‌گرفت.
در سال ۱۰۱۱ میلادی، راهبی به نام بیرخت‌فرد (به انگلیسی: Byrhtferð) ترتیب سنتی الفبای انگلیسی کهن را ثبت کرد. او ابتدا ۲۳ حرف الفبای لاتین، به‌علاوه نماد & (امپرسند)، را فهرست کرد و سپس ۵ حرف اضافی انگلیسی را افزود. این حروف اضافی با نماد «⁊» آغاز می‌شد، که نمادی جزیره‌ای  برای واژهٔ «واو» (and) بود:

### انگلیسی نو
در املای نوشتاری انگلیسی نو، حروفی مانند تورن (þ)، ات (ð)، وین (ƿ)، یاگ (ȝ)، اش (æ) و اتل (œ) منسوخ شده‌اند. در دوران انگلیسی میانه و  انگلیسی نو نخستین، با وام‌گیری واژگان از لاتین، دوباره نمونه‌هایی از حروف æ و œ که بیشتر به‌صورت لیگچر (ترکیب گرافیکی دو حرف) بودند و نه حروف مستقل، وارد زبان شدند. امروزه نیز اگر در مواردی استفاده شوند، نه به‌عنوان حروف جداگانه، بلکه فقط به‌عنوان لیگچرهای نوشتاری در نظر گرفته می‌شوند (در ترتیب الفبایی تأثیری ندارند). حروف تورن (þ) و ات (ð) هر دو با «th» در انگلیسی نو جایگزین شدند. با این حال، تورن تا مدتی پس از آن نیز به‌کار می‌رفت، ولی شکل کوچک آن (þ) به‌تدریج در دستخط‌های معمول، از نظر ظاهری بسیار شبیه به حرف کوچک «y» شد و غیر قابل تمایز بود. حرف «Y» به‌جای «th» هنوز هم در عبارت‌های شبه‌کهن، مانند «Ye Olde Booke Shoppe» دیده می‌شود.
امروزه، الفبای انگلیسی شامل ۲۶ حرف زیر در نظر گرفته می‌شود:
- A a
- B b
- C c
- D d
- E e
- F f
- G g
- H h
- I i
- J j
- K k
- L l
- M m
- N n
- O o
- P p
- Q q
- R r
- S s
- T t
- U u
- V v
- W w
- X x
- Y y
- Z z

زبان انگلیسی نوشتاری دارای تعدادی دونگاره است. اما این دونگاره‌ها به‌رغم کاربرد گسترده‌شان، به‌عنوان حروف جداگانه‌ای از الفبای انگلیسی شناخته نمی‌شوند:
- ch (usually /t͡ʃ/)
- ck (/k/)
- gh (/f/, /g/ or /∅/)
- ng (/ŋ/)
- ph (/f/)
- qu (/kw/)
- sh (/ʃ/)
- th (/θ/ or /ð/)
- wh (/ʍ/ or /w/)
- zh (/ʒ/)

## حرف ü
ترکیه در زبان انگلیسی به معنای بوقلمون است. به همین دلیل، مولود چاووش اوغلو، وزیر خارجه ترکیه در نامه‌ای رسمی از سازمان ملل خواست نام این کشور در زبان انگلیسی که به شکل Turkey است، به Türkiye تغییر یابد اما به دلیل آنکه حرف ü در الفبای انگلیسی وجود ندارد، این پیشنهاد رد شد.

## جدول حروف
[[پرونده:The_English_Alphabet_Alphabet_(ABC)_Pronunciation-BPIfoEMnJVM.webm|بندانگشتی|ویدئوی حروف الفبای انگلیسی با تلفظ انگلیسی آمریکایی/ فول آموزش انگلیسی مبتدی
| شماره | حرف بزرگ | حرف کوچک | آوا با لهجه آمریکایی                  |
| ----- | -------- | -------- | ------------------------------------- |
| 1     | A        | a        | اِی                                    |
| 2     | B        | b        | بی هم‌آوا با واژه‌های "be" و "bee"      |
| 3     | C        | c        | سی هم‌آوا با واژه‌های "see" و "sea"     |
| 4     | D        | d        | دی                                    |
| 5     | E        | e        | ئی                                    |
| 6     | F        | f        | اِف                                    |
| 7     | G        | g        | جی                                    |
| 8     | H        | h        | ایچ                                   |
| 9     | I        | i        | آی                                    |
| 10    | J        | j        | جِی                                    |
| 11    | K        | k        | کِی                                    |
| 12    | L        | l        | اِل                                    |
| 13    | M        | m        | اِم                                    |
| 14    | N        | n        | اِن                                    |
| 15    | O        | o        | اُ                                     |
| 16    | P        | p        | پی هم‌آوا با واژه "pea"                |
| 17    | Q        | q        | کی‌یو هم‌آوا با واژه‌های "Queue" و "Cue" |
| 18    | R        | r        | آر                                    |
| 19    | S        | s        | اِس                                    |
| 20    | T        | t        | تی هم‌آوا با واژه "tea"                |
| 21    | U        | u        | یو هم‌آوا با واژه "you"                |
| 22    | V        | v        | وْی هم‌آوا با واژه "we"                 |
| 23    | W        | w        | دابِل یو یا دابِل وی                    |
| 24    | X        | x        | اِکس                                   |
| 25    | Y        | y        | وای هم‌آوا با واژه "why"               |
| 26    | Z        | z        | زِد (زی تلفظ انگلیسی آمریکایی است.)    |

## حروف بزرگ
حروف بزرگ در آغاز جمله به کار می‌روند. همچنین واژه I به معنای «من» همیشه بزرگ نوشته می‌شود. اسامی خاص و حرف‌های اختصاری را نیز بزرگ می‌نویسند.

## دونگاره‌ها
دونگاره‌ها ترکیبی از دو حرف هستند که صدای دیگری تولید می‌کنند. الفبای زبان انگلیسی شامل دو نوع دونگاره است که دونگاره‌های ناهمگون مانند gh (ق)، ph (ف)، th (ث، ذ یا د) و zh (ژ) و دونگاره‌های همگون مانند oo (او) و ee (ئی) هستند.

## آهنگ الفبا
آهنگ الفبا (به انگلیسی: Alphabet song) نوعی از خواندن حروف به صورت آهنگین است که با آن یادگیری الفبای انگلیسی آسان‌تر می‌شود.

## مقایسه‌ها
- الفبای اسپانیایی ۲۷ حرف دارد که ۲۶ حرف آن با حروف الفبای انگلیسی یکسان است.[۱۲]
- الفبای فرانسوی دقیقاْ مشابه الفبای انگلیسی است اما با این تفاوت که تلفظ حروف آن متفاوت است.[۱۳]
- الفبای روسی تا حدودی مشابه الفبای انگلیسی است اما با تفاوت در تلفظ هستند.
- الفبای روسی مانند الفبای انگلیسی دارای واکه مرکب واکه مرکب و دونگاره نیست.[۱۴]

## نگارخانه

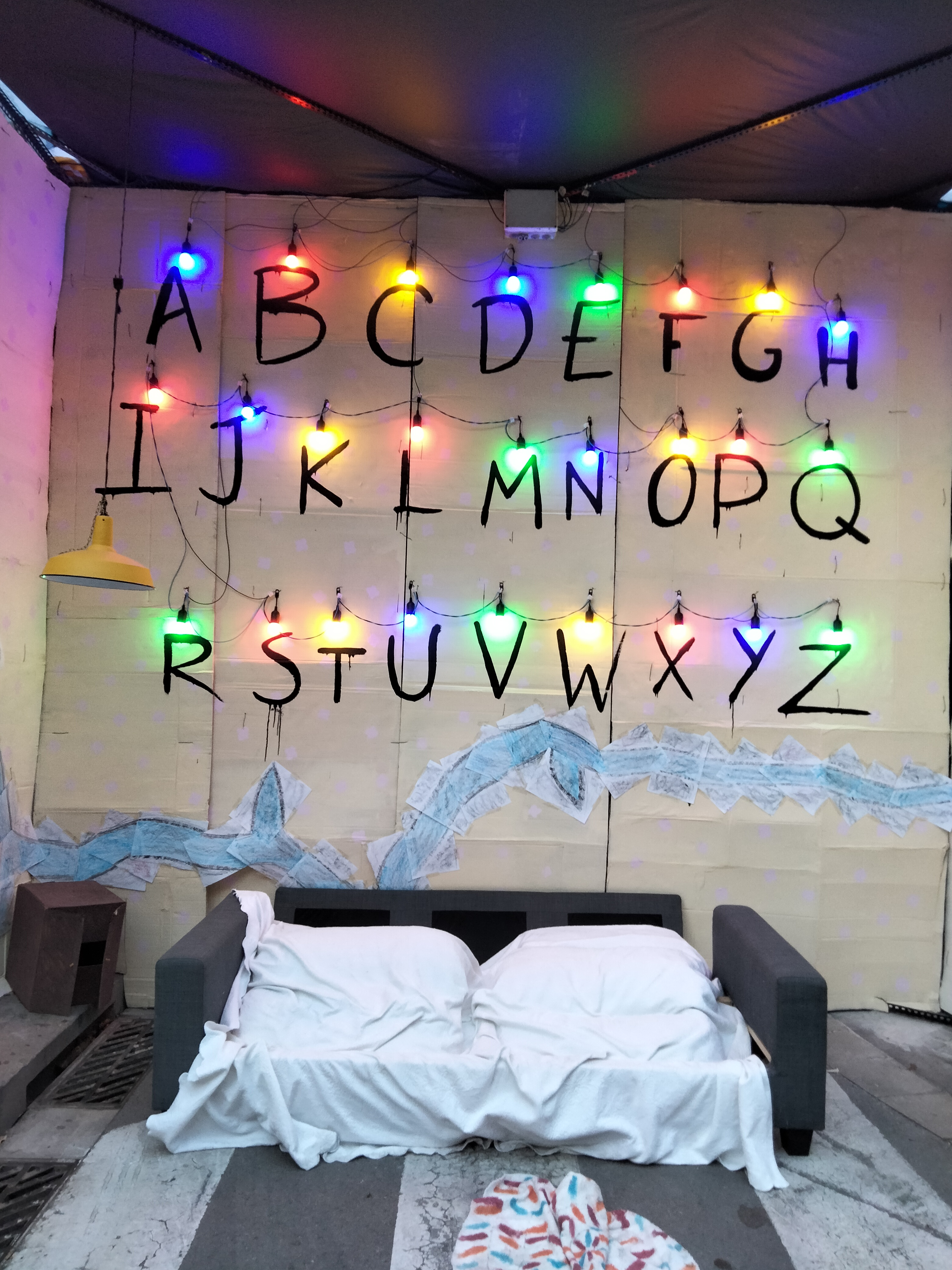
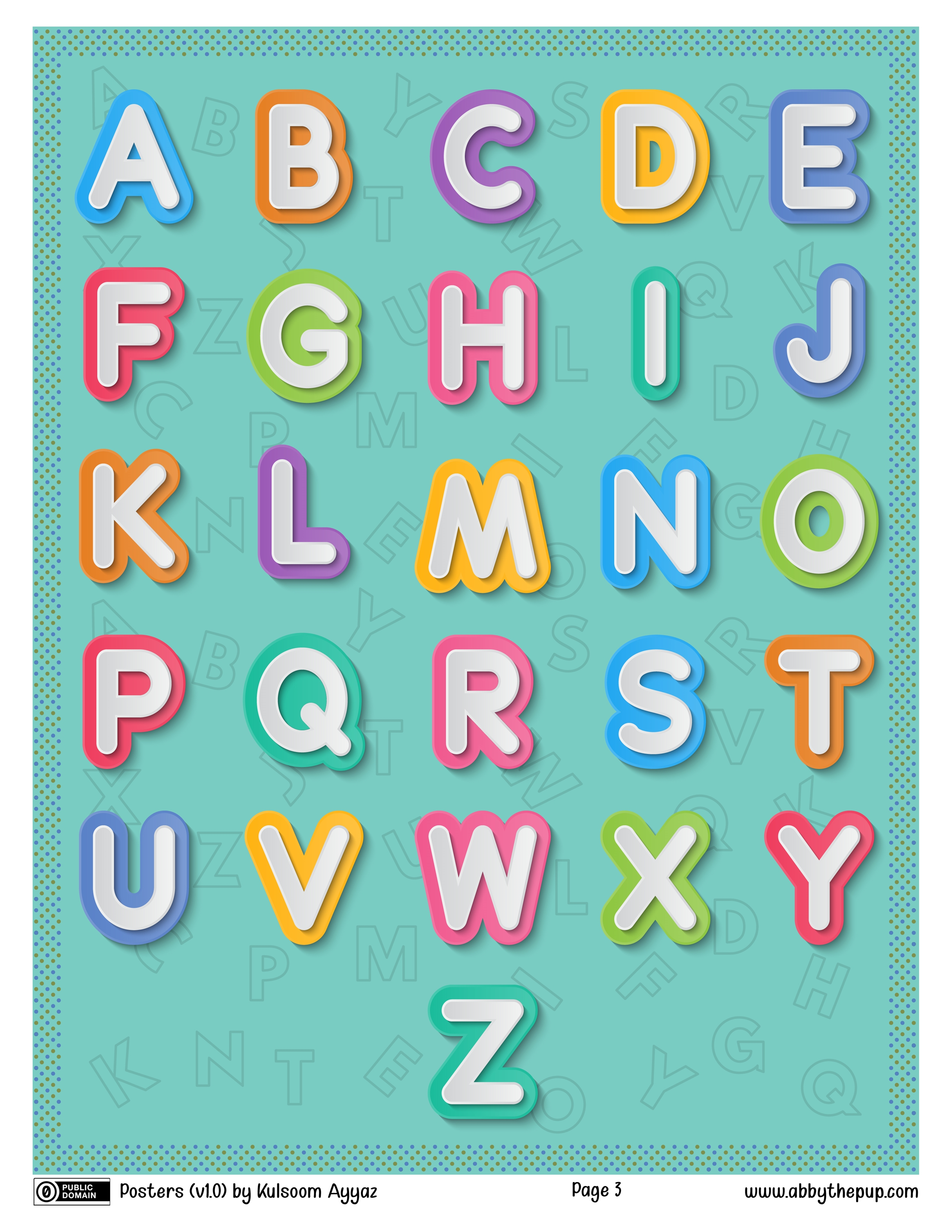
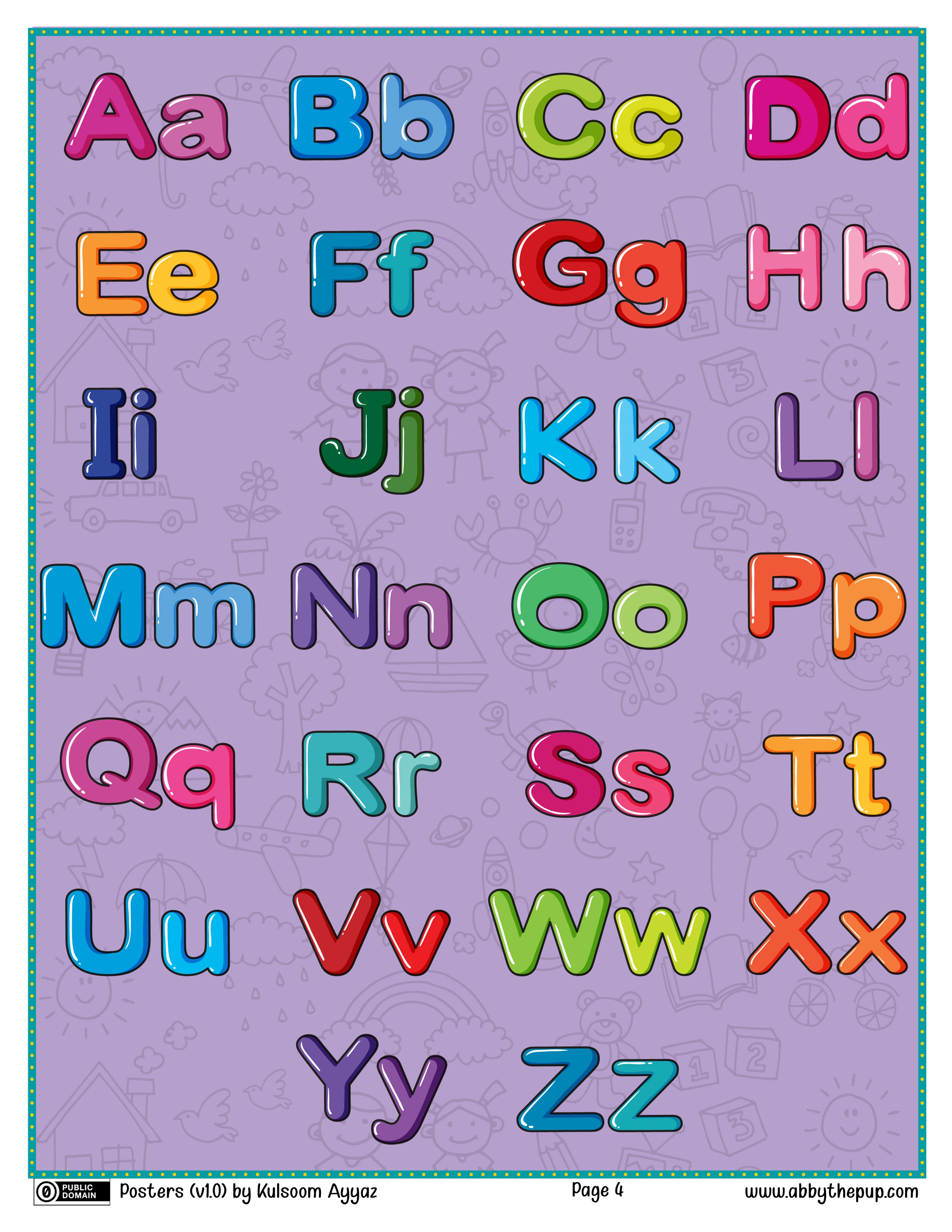
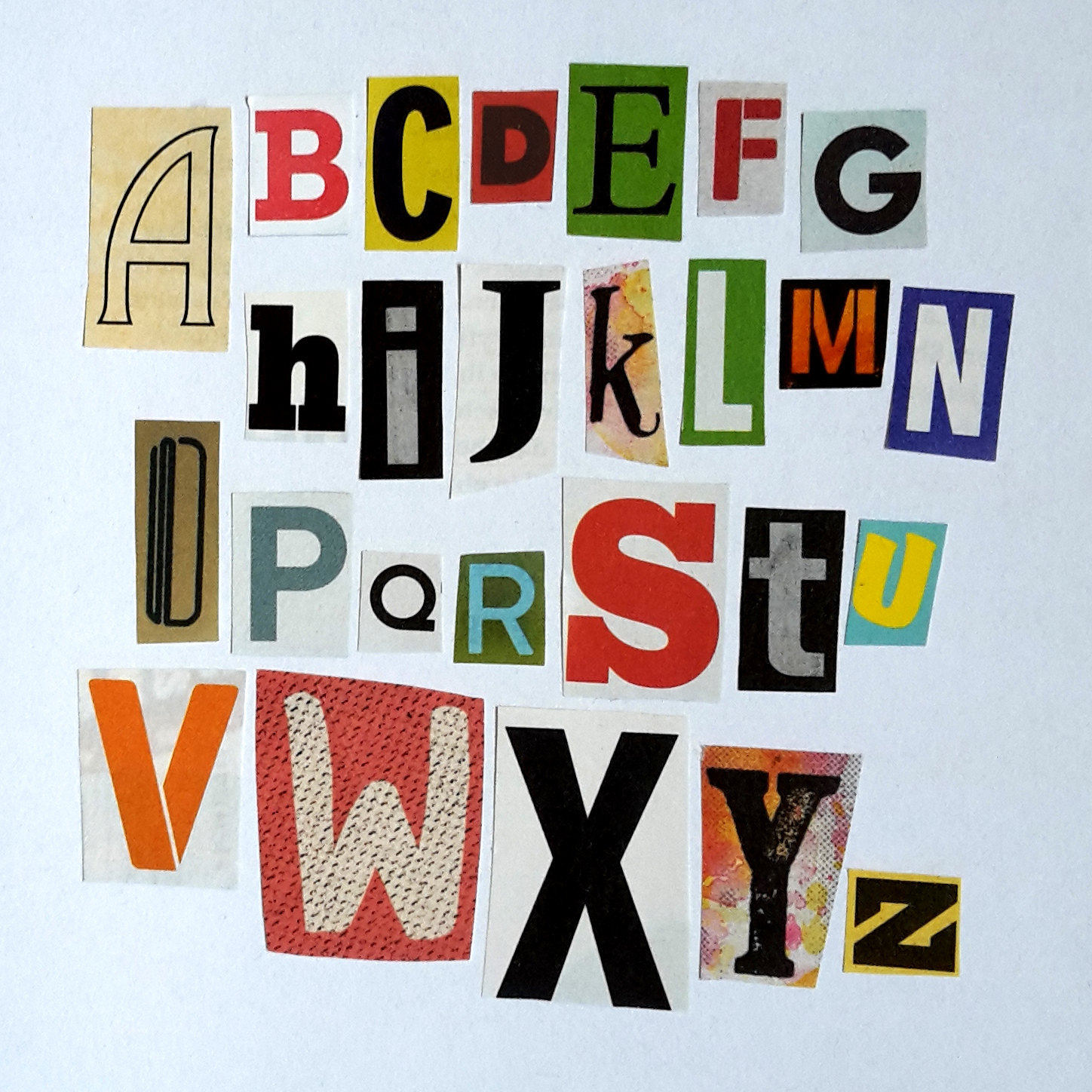

## جستار های وابسته
- فهرست حرف‌های اضافه در زبان انگلیسی
- Th (دونگاره)
- ch (دونگاره)
- gh (دونگاره)
- بریل انگلیسی